# Fal Moran
Fal Moran is in de boekenserie Het Rad des Tijds, geschreven voor Robert Jordan, de hoofdstad van Shienar, een van de Grenslanden. De stad ligt in het noorden van het land, dicht tegen de Verwording. Samen met de stad Fal Dara vormt ze een verdedigingslinie tegen de Verwording. Net als elke andere stad in de Grenslanden is Fal Moran niet gebouwd om schoonheid, maar om goed verdedigbaar te zijn tegen een invasie.